# Oplosbaarheid van zouten in water
In de tabel hieronder staat een overzicht van de oplosbaarheid van zouten in water.
Als stelregel geldt dat natrium-, kaliumzouten en nitraten altijd oplosbaar zijn, en dat hydroxiden vaak slecht oplosbaar zijn. Oxiden zijn altijd slecht oplosbaar, tenzij ze reageren met water.
| Ionen       | NO3− | CH3COO− | Cl− | Br− | I− | SO42− | F− | S2− | OH− | SO32− | CO32− | PO43− | O2− |
| ----------- | ---- | ------- | --- | --- | -- | ----- | -- | --- | --- | ----- | ----- | ----- | --- |
| Na+         | g    | g       | g   | g   | g  | g     | g  | g   | g   | g     | g     | g     | r   |
| K+          | g    | g       | g   | g   | g  | g     | g  | g   | g   | g     | g     | g     | r   |
| NH4+        | g    | g       | g   | g   | g  | g     | g  | o   |     | g     | o     | o     |     |
| Mg2+        | g    | g       | g   | g   | g  | g     | s  | m   | s   | m     | m     | s     | s   |
| Al3+        | g    | g       | g   | g   | g  | g     | g  | r   | s   | r     | r     | s     | s   |
| Fe2+        | g    | g       | g   | g   | g  | g     | m  | s   | s   | s     | s     | s     | s   |
| Zn2+        | g    | g       | g   | g   | g  | g     | g  | s   | s   | s     | s     | s     | s   |
| Fe3+        | g    | g       | g   | g   | r  | g     | m  |     | s   |       | r     | s     | s   |
| Cu2+        | g    | g       | g   | g   | r  | g     | g  | s   | s   | s     | s     | s     | s   |
| Ca2+        | g    | g       | g   | g   | g  | m     | s  | m   | m   | s     | s     | s     | r   |
| Ba2+        | g    | g       | g   | g   | g  | s     | m  | m   | g   | s     | s     | s     | r   |
| Hg2+        | g    | g       | g   | m   | s  | r     | r  | s   |     | r     | s     | s     | s   |
| Pb2+        | g    | g       | m   | m   | s  | s     | m  | s   | s   | s     | s     | s     | s   |
| Hg+ (Hg22+) | g    | m       | s   | s   | s  | s     | r  | s   |     | s     | s     | s     | s   |
| Ag+         | g    | m       | s   | s   | s  | m     | g  | s   |     | s     | s     | s     | s   |

Betekenis van de symbolen:
| g | goed oplosbaar in water (meer dan ca. 0,1 molL−1)                                |
| m | matig oplosbaar in water (minder dan ca. 0,1 molL−1 en meer dan ca. 0,01 molL−1) |
| s | slecht oplosbaar in water (minder dan 0,01 molL−1)                               |
| o | ontleedt geheel of gedeeltelijk in water                                         |
| r | reageert met water                                                               |